# Реј Јури
Реј Јури (енгл. Raymond Clarence "Ray" Ewry; IPA: ; Лафејет, 14. октобар 1873 — Њујорк, 29. септембар 1937) је био амерички атлетичар, осмоструки олимпијски победник.
Као дете је био везан за инвалидска колица, јер је боловао од дечје парализе. Отргао се од болести снажном вољом и непрекидним скакањем како би ојачао ноге. Постао је најпознатији скакач без залета (из места):троскок скок удаљ и скок увис. На Играма освојио је златне медаље у све три дисциплине и добио надимак „човек од гуме“.
У својој каријери је био непобедив на Олимпијским играма у дисциплинама скокова без залета, које су касније скинуте са атлетског програма Игара. На Олимпијским играма 1900. у Паризу победио је у све три дисциплине скокова, који су се за разлику од данашњих изводили без залета (из места). Троструку победу поновио је и на Олимпијским играма 1904. у Сент Луису. Након тих игара укинута је дисциплина тоскока без залета, тако да је Јури на следећим играма 1908. у Лондону године одбранио титуле у преостале две дисциплине. То је повећало његов укупан скор од 8 златних олимпијских медаља.
Скокови без залета су скинути са програма после Олимпијских игара 1912. у Стокхолму.

## Занимљивост
Службени број златних медаља које је Јури освојио је осам, што га на листи најуспешнијих олимпијаца (такмичари са највише медаља) уврштава на 11. место. Међутим Реј Јури је учествовао и на тзв. Олипијским међуиграма, одржаним у Атини 1906. године, на 10-у годишњицу првих модерних олимпијских игара. И тада је овај спортиста освојио златне медаље у обе дисциплине скокова без залета (скок у вис и скок у даљ). С обзиром да је то такмичење одржано под званичном организацијом Међународног олимпијског комитета (МОК) требало би и резултате тих игара укључити као равноправне осталим издањима Игара, за шта је поднет захтев од више НОК. Ако би било тако Јури би имао укупно 10 освојених златних медаља, и тако би претекао Ларису Латињину, која је сада на службеним табелама друга са девет златних медаља. Званично МОК до данас не признаје Олимпијске међуигре у Атини као равноправне осталим Олимпијским играма, али тим Јуријеви резултати нису мање значајни, тако да он и даље остаје једна од најимпозантнијих олимпијских спортских фигура у историји модернх игара. Да му се признају те медаље, би на листи спортиста према броју освојених медаља (10 златних) први у периоду 1908—2008 пуних 100 година. Ту титулу би изгубио 2008. када би ту титулу преузео Мајкл Фелпс.

## Олимпијске медаље и резултати
- Париз 1900.
  - злато скок у даљ без залета 3,30 м ОР
  - злато троскок без залета 10,58 м ОР
  - злато скок у вис без залета 1,65 м СР и ОР
- Сент Луис 1904.
  - злато скок у даљ баз залета 3,47 м ОР
  - злато троскок без залета 10,54 м
  - злато скок у вис без залета 1,60 м
- Лондон 1908.
  - злато скок у даљ без залета 3,33 м ОР
  - злато скок у вис без залета 1,57 м